# Tablette de plainte à Ea-nasir
La tablette de plainte à Ea-nasir est une tablette d'argile inscrite en écriture cunéiformes datant d'environ 1813/1804 av. J-C, trouvée sur le site archéologique d'Ur (Mésopotamie). Cette tablette est une lettre de plainte d'un client nommé Nanni adressée à un marchand nommé Ea-nasir. Elle est considérée comme la plus ancienne plainte connue concernant le service à la clientèle par le Guinness Book des records,. Le message est écrit en babylonien ancien, un dialecte de l'akkadien.

## La tablette: origine et conservation
La tablette d'argile mesure 11,6 centimètres de haut, 5 centimètres de large et 2,6 centimètres d'épaisseur. Elle est légèrement endommagée. Le texte recouvre les deux faces de la tablette et une partie de ses tranches.
La tablette a été trouvée par l'archéologue anglais Leonard Woolley dans les ruines d'Ur lors de la 9e campagne de fouilles de 1930-1931, dans les ruines de la résidence d'Ea-nasir, qui a livré d'autres documents similaires sur les affaires conduites par ce marchand,.

La résidence du marchand Ea-nasir (« no 1 Old Street », quartier AH, selon la dénomination des archéologues). Fonctions possibles des salles : 1. vestibules ; 2. espace central ; 3. couloir menant à un escalier permettant d'accéder à l'étage ; 4. pièce d'eau ; 5. salle de réception ; 6. chapelle.
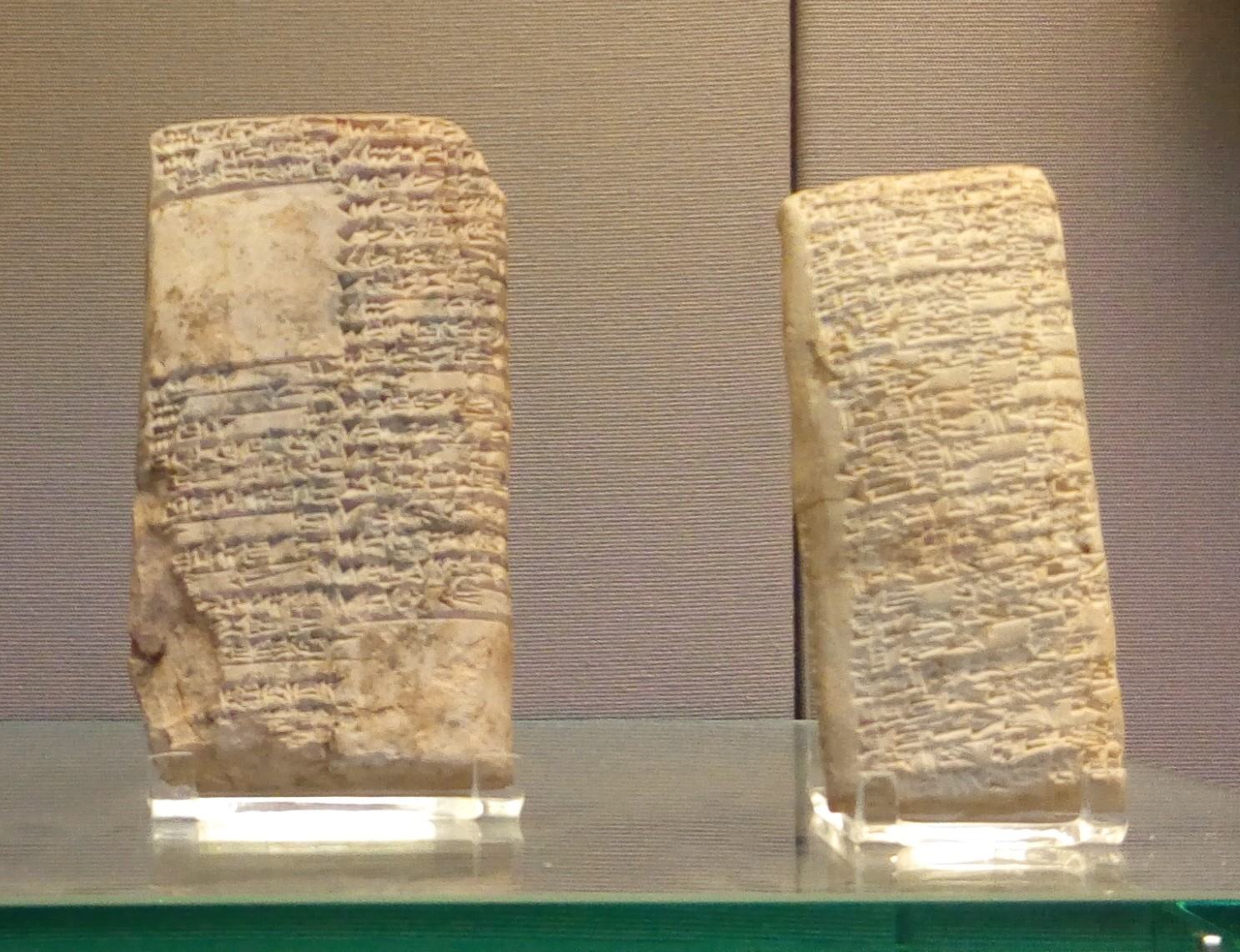
La tablette exposée au British Museum (à droite), aux côtés d'une autre tablette provenant d'Ur (à gauche) listant des présents voués à la déesse Ningal par des marchands en remerciement d'un voyage commercial fructueux à Dilmun[6].

Acquise par le British Museum en 1953, elle y est conservée sous la cote BM 131236,. La tablette est exposée dans la Room 56 Mesopotamia (6000–1500 BC) (G56/dc24). Elle est visible sur Google Maps grâce à l'outil Google Street View qui permet de voir l'intérieur du British Museum,.

## Texte
La tablette a été éditée dans le volume Ur Excavation Texts V, au numéro 81 (référence abrégée : UET 5 81). Elle a fait l'objet de plusieurs traductions, dont celle-ci en français par Dominique Charpin :

« Dis à Ea-naṣir, ainsi (parle) Nanni. Lorsque tu es parti, tu as parlé ainsi : « Je donnerai des lingots de bonne qualité à Igmil-Sin ». Tu es parti, mais tu n'as pas fait ce que tu avais dit. Tu as assigné des lingots de mauvaise qualité à mon messager, en disant : « Si vous les prenez, prenez-les, sinon, allez-vous en ! ». Qui suis-je pour que tu me traites de cette façon ? … et tu m'as méprisé de cette façon ! J'ai écrit aux gentilshommes, tes représentants, de recevoir mon capital (litt. mon sac kisûm), mais tu m'as méprisé et, non pas une fois, mais deux fois tu les as renvoyés les mains vides d'un territoire étranger. Parmi ceux qui vont à Tilmun (âlik Tilmun), qui m'a traité ainsi ? Toi, tu as méprisé mon messager ! À propos de l'argent que tu m'as fait dépenser, tu dis n'importe quoi.  De plus, j'ai donné moi-même pour toi 18 talents de cuivre du palais et Šumi-abum a donné (également) 18 talents. Sans tenir compte de ce pour quoi nous avons laissé une tablette scellée dans le temple de Šamaš, concernant ce cuivre, comment m'as-tu traité ? Tu as retenu mon capital dans un territoire étranger ! Tu dois me faire parvenir complètement mon capital ! Tu apprendras ici que je n'accepterai pas de toi du cuivre de mauvaise qualité. Dans ma cour, je choisirai (les lingots de cuivre) individuellement et j'en prendrai possession. Et, du fait que tu m'as méprisé, je t'infligerai une peine ! »

— UET V, 81 (traduction D. Charpin).

## Contexte et analyse

Localisation des principaux sites et régions de la partie orientale du Moyen-Orient dans la seconde partie du et du début du

Ea-nasir (Ea-nāṣir, ce qui signifie « le dieu Ea est (son) protecteur » en akkadien) fait partie d'un groupe de marchands établis dans la cité d'Ur, située dans le sud de la Mésopotamie (l'actuel d'Irak), qui entreprennent des expéditions commerciales maritimes dans le golfe Persique pour acheter du cuivre au pays de Tilmun (ou Dilmun, l'actuel Bahreïn), qui sert de plaque tournante dans le commerce de ce minerai, acheminé depuis le pays de Magan (l'actuel Oman). Ils retournent à Ur pour rapporter ce minerai essentiel pour l'artisanat métallurgique de leur région, dépourvue de gisements ; allié à de l'étain importé d'Asie centrale via le sud-ouest iranien (Élam), il permet de forger du bronze. Les marchands accomplissant ces transactions sont surnommés dans ces textes « ceux qui vont à Tilmun » (ālik Tilmun),. C'est un des plus anciens réseaux de commerce « international » documenté par des textes. Un autre, tout autant lucratif et portant également principalement sur du métal (argent et étain), et employant des instruments de financements autant si ce n'est plus élaborés, est attesté entre l'Anatolie et l'Assyrie à la même période grâce aux archives de Kültepe, beaucoup plus nombreuses que celles d'Ur (cf. période paléo-assyrienne). 
Pour financer leurs expéditions, les marchands d'Ur font appel à des investisseurs. Ils recourent à des instruments de financement mis en place à l'époque, connus par d'autres sources comme le Code de Hammurabi : des prêts commerciaux (« à la grosse aventure »), mais aussi des associations commerciales dans lesquelles un bailleur de fonds fournit de l'argent pour financer le voyage et l'achat du cuivre, et récupère une part importante du bénéfice au retour. Les clauses des contrats varient selon les cas. Le commerce maritime étant particulièrement risqué en raison de la possibilité de naufrages, il semble que les investisseurs d'Ur sont réticents à partager les pertes et font écrire des contrats limitant leurs risques (ce qui est inhabituel). Mais les marchands impliqués dans ce commerce sont dans une position où ils peuvent dégager d'importants bénéfices sur un seul voyage, bien plus que ne semblent pouvoir le faire les marchands impliqués dans le commerce terrestre à la même période, qui concerne surtout des denrées de base et se fait sur de courtes distances,. L'activité des marchands d'Ur est également connue par des tablettes documentant les offrandes en cuivre, objets de cuivre, et d'autres objets dont des modèles de bateaux en argent, que les marchands font à la déesse Ningal (l'épouse du grand dieu local Sîn) à leur retour d'expédition, en remerciement pour leur avoir accordé sa protection pour qu'ils reviennent à bon port (c'est en quelque sorte la « Notre Dame de la Garde » d'Ur) ; une partie des versements semble aussi avoir la fonction de taxe (une « dîme »), perçue par le temple de la déesse,.
Ainsi que le résume D. Charpin, lors des fouilles archéologiques des vestiges d'Ur, « la maison d’Ea-naṣir a livré des lettres qui documentent le commerce de façon très vivante : des investisseurs confiaient d’importantes sommes d’argent à des marchands qui faisaient le déplacement jusqu’à Tilmun, d’où ils rapportaient du cuivre en quantité. » Ea-nasir est un important acteur de ce réseau commercial. En tant que marchand « qui va à Tilmun », il prend part aux voyages maritimes, achète le métal sur place, puis revient à Ur où il le stocke et le livre ou le revend à ses commanditaires. Il agit pour son propre compte, mais aussi en tant qu'intermédiaire approvisionnant le palais royal de Larsa (la cité qui domine Ur à cette période) et d'autres hommes d'affaires. Les partenariats se font souvent dans un cercles restreint, surtout familial : Ea-nasir est souvent associé à son père. Les deux organisent des groupes d'investisseurs afin de partager les risques, qui fournissent de l'argent, mais aussi des étoffes et des paniers en roseau, qui servent également de moyens de paiement, et leur permettent de se lancer dans le commerce du cuivre, qui nécessite de forts apports au départ, implique des voyages maritimes potentiellement dangereux, mais est manifestement lucratif.
Dans le cas documenté par la tablette, Ea-nasir rapporte des lingots de cuivre pour un investisseur dénommé Nanni. Il semble être un personnage qui a des connexions avec le palais royal de Larsa, un marchand qui est chargé d'acheter du cuivre à des marchands d'Ur spécialisés dans le commerce maritime, pour ensuite le livrer au palais. Cette lettre révèle que les rapports entre les deux groupes de marchands les soumettent chacun aux attentes et exigences de leurs partenaires d'affaires, et que des arrangements peuvent déboucher sur des litiges. Nanni envoie son serviteur avec l'argent afin de récupérer la marchandise. Cependant le cuivre est de faible qualité et la transaction est ainsi annulée. En réponse, Nanni fait rédiger cette plainte pour Ea-nasir en se plaignant également du mépris avec lequel aurait été traité son serviteur après son refus. Nanni déclare que, au moment de la rédaction du document, il n'a pas accepté le cuivre, mais a pourtant payé.

## Phénomène Internet

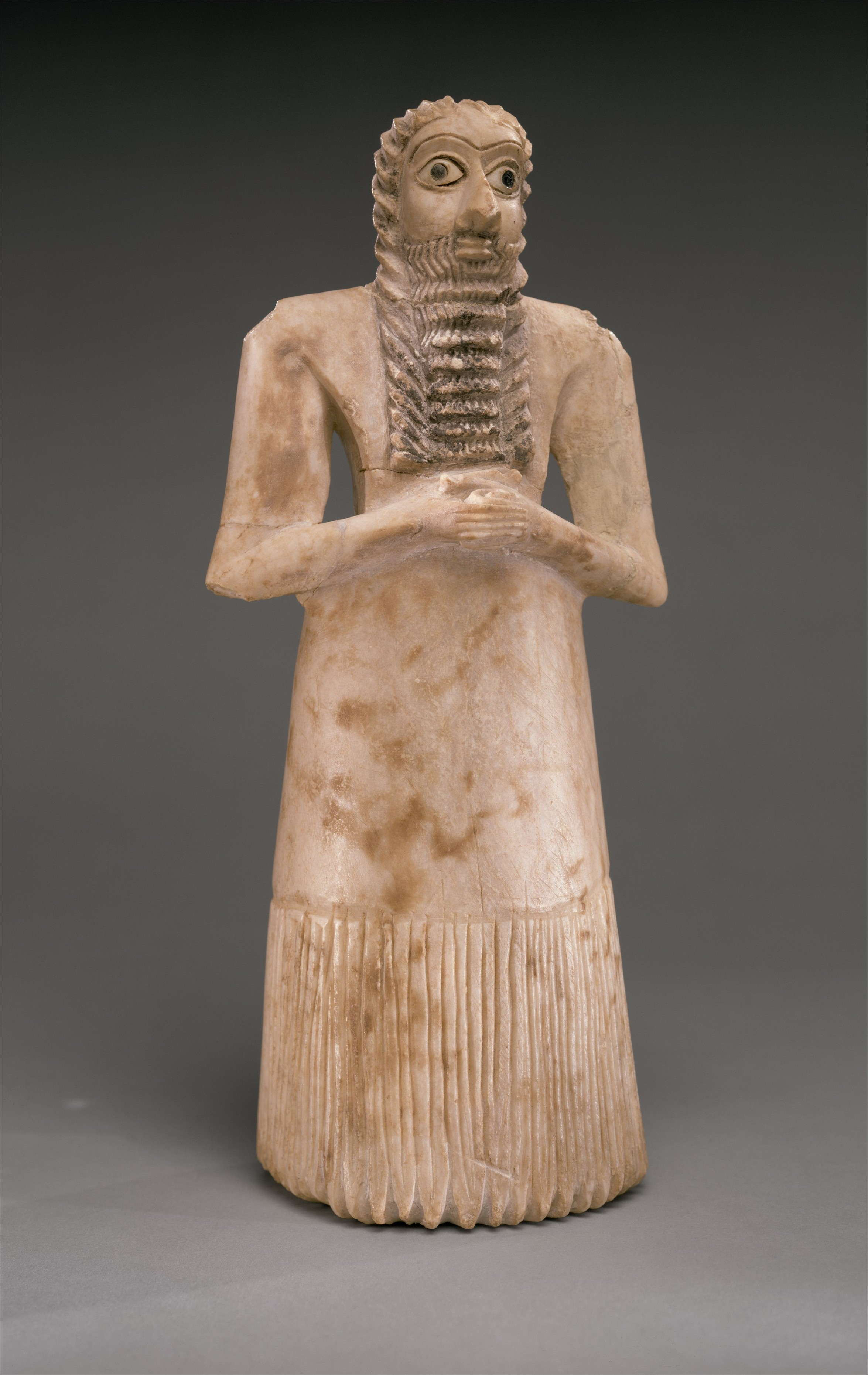
Statuette d'adorateur masculin debout utilisée sur les réseaux sociaux pour représenter le marchand de cuivre Ea-nasir. Datée de la période 2900-2600 av. J.-C. Metropolitan Museum.

Depuis 2015, la plainte à Ea-nasir est devenue virale sur Internet d'abord sur tumblr puis sur d'autres réseaux sociaux notamment Reddit et le sub Reddit r/ReallyShittyCopper. En 2015, le magazine d'affaires américain Forbes y fait référence.
Sur les réseaux sociaux, les internautes ont décidé d'illustrer le marchand Ea-nasir par une statuette sumérienne exposée au Metropolitan Museum of Art (MET) de New York (voir la photo ci-contre), pourtant plus vieille d'environ un millénaire,,,.

## Produits dérivés
Sur Internet, plusieurs vendeurs proposent des produits dérivés relatifs à la tablette elle-même mais aussi des t-shirts, par exemple à l'effigie d'Ea-nasir ou des autocollants et même des lingots de cuivre.